# هفمون (کارولینای شمالی)
هفمون (به انگلیسی: Half Moon) شهری در ایالت کارولینای شمالی کشور ایالات متحده آمریکا است که جمعیت آن در سرشماری سال ۲۰۱۰ میلادی، ۸٬۳۵۲ نفر بوده‌است.